# Veliž
Veliž in russo Велиж? è una cittadina della Russia europea, situata nell'oblast' di Smolensk a circa 125 km da Smolensk, sorge sulle rive del Daugava. Menzionata in un documento del 1392, ricevette lo status di città nel 1776 ed è capoluogo del Veližskij rajon.

## Storia
Nel tardo XIV secolo, era utilizzata come fortezza di frontiera del Granducato di Lituania. Il Regno russo la riconquistò nel 1536, ma fu restituita alla Lituania dopo il cosiddetto Periodo dei torbidi. La cittadina ritornò all'Impero russo secondo i termini della Prima spartizione della Polonia. Molte delle cittadine furono distrutte durante la Seconda guerra mondiale. Le case di Nikolai Przhevalski e del Generale Rodzianko in prossimità di Velizh sono aperte al pubblico come musei.